# Víctor Iñúrria Montero
Víctor Iñúrria Montero (València, 1939) és un arquitecte i poeta valencià. Fou el primer president de la Federació de Pilota Valenciana.
Va ser elegit president de la Federació de Pilota Valenciana en l'assemblea general de constitució el 19 d'abril del 1985. Va impulsar la Carta de València i el Primer Congrés Mundial de Pilota a Mà.
Junt a Luis Hernández Úbeda, fou l'arquitecte responsable del Velòdrom Lluís Puig.

## Obra
- IÑÚRRIA MONTERO, Víctor. Pessics de vida (Poemes): Neopàtria, 2015. ISBN 978-84-16391-08-0

- IÑÚRRIA MONTERO,Víctor. Manducare (Poemes);Npq Editores, 2017. ISBN 978-84-946627-4-4

- IÑÚRRIA MONTERO, Víctor. Fue en Russafa : relatos de mi infancia.  [València]: Pasión por los libros, 2019. ISBN 978-84-17546-44-1.